# لیندا کافین
لیندا کافین (انگلیسی: Linda Coffin؛ زادهٔ) بازیکن سابق فوتبال اهل انگلستان است. بزرگترین دستاورد کافین قهرمانی جام حذفی زنان در سال ۱۹۷۵ با تیم فوتبال زنان ساوتهمپتون بود.
وی  در تیم ملی فوتبال انگلستان بازی کرده است.